# Abbotsford South (circonscription britanno-colombienne)
Pour les articles homonymes, voir Abbotsford.
Circonscription électorale provinciale du Canada
Abbotsford South est une circonscription provinciale de la Colombie-Britannique représentée à l'Assemblée législative de la Colombie-Britannique depuis 2009.

## Géographie
En 2020, la circonscription représente le sud de la ville d'Abbotsford, ainsi qu'une  partie du district de Langley.

## Liste des députés
| Législature                                                  | Années                                                       | Député                                                       | Député                                                       | Parti                                                        |
| Abbotsford South Circonscription issue d'Abbotsford-Clayburn | Abbotsford South Circonscription issue d'Abbotsford-Clayburn | Abbotsford South Circonscription issue d'Abbotsford-Clayburn | Abbotsford South Circonscription issue d'Abbotsford-Clayburn | Abbotsford South Circonscription issue d'Abbotsford-Clayburn |
| ------------------------------------------------------------ | ------------------------------------------------------------ | ------------------------------------------------------------ | ------------------------------------------------------------ | ------------------------------------------------------------ |
| 39e                                                          | 2009–2012                                                    |                                                              | John van Dongen (en)                                         | Libéral                                                      |
| 39e                                                          | 2012-2012                                                    |                                                              | John van Dongen (en)                                         | Conservateur                                                 |
| 39e                                                          | 2012-2013                                                    |                                                              | John van Dongen (en)                                         | Indépendant                                                  |
| 40e                                                          | 2013–2017                                                    |                                                              | Darryl Plecas                                                | Libéral                                                      |
| 41e                                                          | 2017–2017                                                    |                                                              | Darryl Plecas                                                | Libéral                                                      |
| 41e                                                          | 2017-2020                                                    |                                                              | Darryl Plecas                                                | Indépendant                                                  |
| 42e                                                          | 2020–2023                                                    |                                                              | Bruce Banman                                                 | Libéral                                                      |
| 42e                                                          | 2023-2024                                                    |                                                              | Bruce Banman                                                 | United                                                       |
| 43e                                                          | 2024–en cours                                                |                                                              | Bruce Banman                                                 | Conservateur                                                 |